# Luge aux Jeux olympiques
La luge est inscrite au programme des Jeux olympiques d'hiver depuis l'édition de 1964 à Innsbruck en Autriche avec les épreuves individuelles homme et femme ainsi qu'une épreuve masculine en duo. Le programme olympique de luge restera inchangé jusqu'à l'apparition en 2014 d'un relais mixte, puis en en 2026 de l'épreuve de double féminin.
L'apparition de cette discipline aux Jeux a été notamment permise par la création en 1957 de la Fédération internationale de luge de course, deux ans après les premiers championnats du monde disputés à Oslo.

## Disciplines et épreuves

### Tableau des différentes disciplines présentes aux Jeux olympiques
| Épreuves         | 64 | 68 | 72 | 76 | 80 | 84 | 88 | 92 | 94 | 98 | 02 | 06 | 10 | 14 | 18 | 22 | 26 | Total |
| ---------------- | -- | -- | -- | -- | -- | -- | -- | -- | -- | -- | -- | -- | -- | -- | -- | -- | -- | ----- |
| Individuel homme | •  | •  | •  | •  | •  | •  | •  | •  | •  | •  | •  | •  | •  | •  | •  | •  | •  | 17    |
| Individuel femme | •  | •  | •  | •  | •  | •  | •  | •  | •  | •  | •  | •  | •  | •  | •  | •  | •  | 17    |
| Double homme     | •  | •  | •  | •  | •  | •  | •  | •  | •  | •  | •  | •  | •  | •  | •  | •  | •  | 17    |
| Double femme     |    |    |    |    |    |    |    |    |    |    |    |    |    |    |    |    | •  | 1     |
| Relais mixte     |    |    |    |    |    |    |    |    |    |    |    |    |    | •  | •  | •  | •  | 4     |
| Total            | 3  | 3  | 3  | 3  | 3  | 3  | 3  | 3  | 3  | 3  | 3  | 3  | 3  | 4  | 4  | 4  | 5  | 56    |

## Nations présentes
Entre 1964 et 2018, près de 882 athlètes en provenance de plus de quarante nations différentes ont participé aux épreuves de luge des Jeux olympiques.
| Édition                                         | 64 | 68 | 72 | 76 | 80 | 84 | 88 | 92 | 94 | 98 | 02 | 06 | 10 | 14 | 18 |
| ----------------------------------------------- | -- | -- | -- | -- | -- | -- | -- | -- | -- | -- | -- | -- | -- | -- | -- |
| Nombre de nations présentes en luge par édition | 12 | 14 | 13 | 16 | 14 | 17 | 22 | 22 | 25 | 24 | 26 | 24 | 24 | 24 | 24 |

Le nombre d'athlètes participant aux épreuves est également fortement disparate d'une nation à une autre. Si les grosses nations lugeuse comme l'Allemagne, les États-Unis, l'Italie et l'Autriche alignent régulièrement une dizaine d'athlètes à chaque édition des Jeux, certains pays ne comptent qu'une ou deux participations aux épreuves avec un seul athlète.
Le nombre indiqué entre parenthèses est le nombre d'athlètes engagés dans les épreuves officielles pour chaque pays sur l'ensemble des Jeux de 1964 à 2018
| - Allemagne (80) - Allemagne de l'Est (55) - Allemagne de l'Ouest (48) - Antilles néerlandaises (1) - Argentine (8) - Athlètes olympiques indépendants (1) - Athlètes olympiques de Russie (8) - Australie (6) - Autriche (129) - Bermudes (4) - Bosnie-Herzégovine (3) - Brésil (2) - Bulgarie (13) - Canada (88) - Corée du Sud (17) - Croatie (1) - Équipe unifiée d'Allemagne (9) |  | - Équipe unifiée de l'ex-URSS (10) - Espagne (6) - Estonie (3) - États-Unis (144) - France (16) - Géorgie (4) - Grande-Bretagne (38) - Grèce (3) - Îles Vierges des États-Unis (8) - Inde (5) - Italie (132) - Japon (48) - Kazakhstan (2) - Lettonie (69) - Liechtenstein (15) - Moldavie (4) - Norvège (26) |  | - Philippines (1) - Pologne (55) - Porto Rico (3) - République tchèque (20) - Roumanie (40) - Russie (55) - Slovaquie (29) - Slovénie (3) - Suède (31) - Suisse (22) - Taipei chinois (15) - Tchécoslovaquie (28) - Tonga (1) - Ukraine (37) - Union soviétique (40) - Venezuela (6) - Yougoslavie (5) |

## Tableau des médailles
Le tableau ci-dessous présente le bilan, par nations, des médailles obtenues en luge lors des Jeux olympiques d'hiver, de 1964 à 2022. Le rang est obtenu par le décompte des médailles d'or, puis en cas d'ex æquo, des médailles d'argent, puis de bronze.
Après les Jeux de 2022, l'Allemagne est le pays ayant remporté le plus grand nombre de médailles olympiques en luge, avec quarante-trois médailles dont vingt-deux en or. L'ex-Allemagne de l'Est arrive en seconde position avec treize médailles d'or remportées, suivie de l'Italie avec sept d'or. L'Autriche a remporté vingt-quatre médailles au cours des jeux, ce qui les place en troisième position en nombre de médailles, mais seulement six d'or.
| Rang  | Nation                     | Or | Argent | Bronze | Total |
| ----- | -------------------------- | -- | ------ | ------ | ----- |
| 1     | Allemagne                  | 22 | 12     | 9      | 43    |
| 2     | Allemagne de l'Est         | 13 | 8      | 8      | 29    |
| 3     | Italie                     | 7  | 4      | 8      | 19    |
| 4     | Autriche                   | 6  | 10     | 8      | 24    |
| 5     | Équipe unifiée d'Allemagne | 2  | 2      | 1      | 5     |
| 6     | Allemagne de l'Ouest       | 1  | 4      | 5      | 10    |
| 7     | Union soviétique           | 1  | 2      | 3      | 6     |
| 8     | États-Unis                 | 0  | 3      | 3      | 6     |
| 9     | Russie                     | 0  | 3      | 0      | 3     |
| 10    | Lettonie                   | 0  | 1      | 4      | 5     |
| 11    | Canada                     | 0  | 1      | 1      | 2     |
| 12    | ROC                        | 0  | 0      | 1      | 1     |
| Total | Total                      | 52 | 50     | 51     | 153   |